# Henri Tuominen
Henri Tuominen (* 10. září 1991 Turku) je bývalý finský lední hokejista hrající na postu středního útočníka.

## Kariéra

### Klubová
Mládežnická léta strávil v klubu ze svého rodného města, tedy TPS Turku. Na začátku sezóny 2009/2010 přestoupil do juniorského týmu Ilves Tampere. V téže sezóně se objevil i v týmu „Suomi 20“ hrajícím druhou nejvyšší finskou ligu Mestis. Během následující sezóny, tedy 2010/2011, odehrál 47 utkání v barvách mužského výběru Ilvesu Tampere v nejvyšší soutěži (SM-liiga). Objevil se ale i v týmu LeKi, opět „Suomi 20“ a v playoff pomáhal i výběru Ilvesu do 20 let. Další ročník (2011/2012) nastupoval v dresu mužského týmu Ilves Tampere, ale vypomohl také HPK a LeKi. Celou sezónu 2012/2013 strávil ve svém rodném klubu, TPS Turku. I v následující sezóně byl v jeho kádru, ale odehrál za něj jen jedno utkání a další čtyři za jeho výběr do 20 let. Zbytek část ročníku strávil na hostování v celku KooKoo. Další sezónu zahájil v LeKi, pak na hostování vypomohl ve dvou zápasech mužstvu Tappara Tampere a na zbytek ročníku přestoupil do KooKoo. Ročník 2015/2016 začal v LeKi, pak odehrál tři utkání za Ilves, ale na počátku roku 2016 (18. ledna) přestoupil do HC Slavia Praha, která v té době hrála druhou nejvyšší soutěž v České republice. Hned ve svém premiérovém utkání za tento klub (domácí utkání s Prostějovem – nakonec 4:5) otevřel svou brankou skóre tohoto utkání. Na začátku října 2016 spolu s Milanem Mikulíkem Slavii, která se v té době potýkala s finančními těžkostmi, opustil a přešel do Energie Karlovy Vary.

### Reprezentační
Tuominen byl členem i juniorských reprezentačních výběrů své země a v roce 2011 startoval i na mistrovství světa hráčů do 20 let.